# NGC 6256
NGC 6256 est un amas globulaire situé dans la constellation du Scorpion à environ 27 400 a.l. (8,4 kpc) du Soleil et à 5 870 a.l. (1,8 kpc) du centre de la Voie lactée. Il a été découvert par l'astronome écossais James Dunlop en 1826.
La vitesse radiale héliocentrique de cet amas est égale à −101,4 ± 1,9 km/s.
NGC 6256 est un amas globulaire dont le bulbe est fortement obscurci. Son âge est de (13,0 ± 0,5) × 109 années, ce qui en fait une relique extrêmement ancienne de l'histoire passée de notre galaxie, la Voie lactée. 

## Galerie

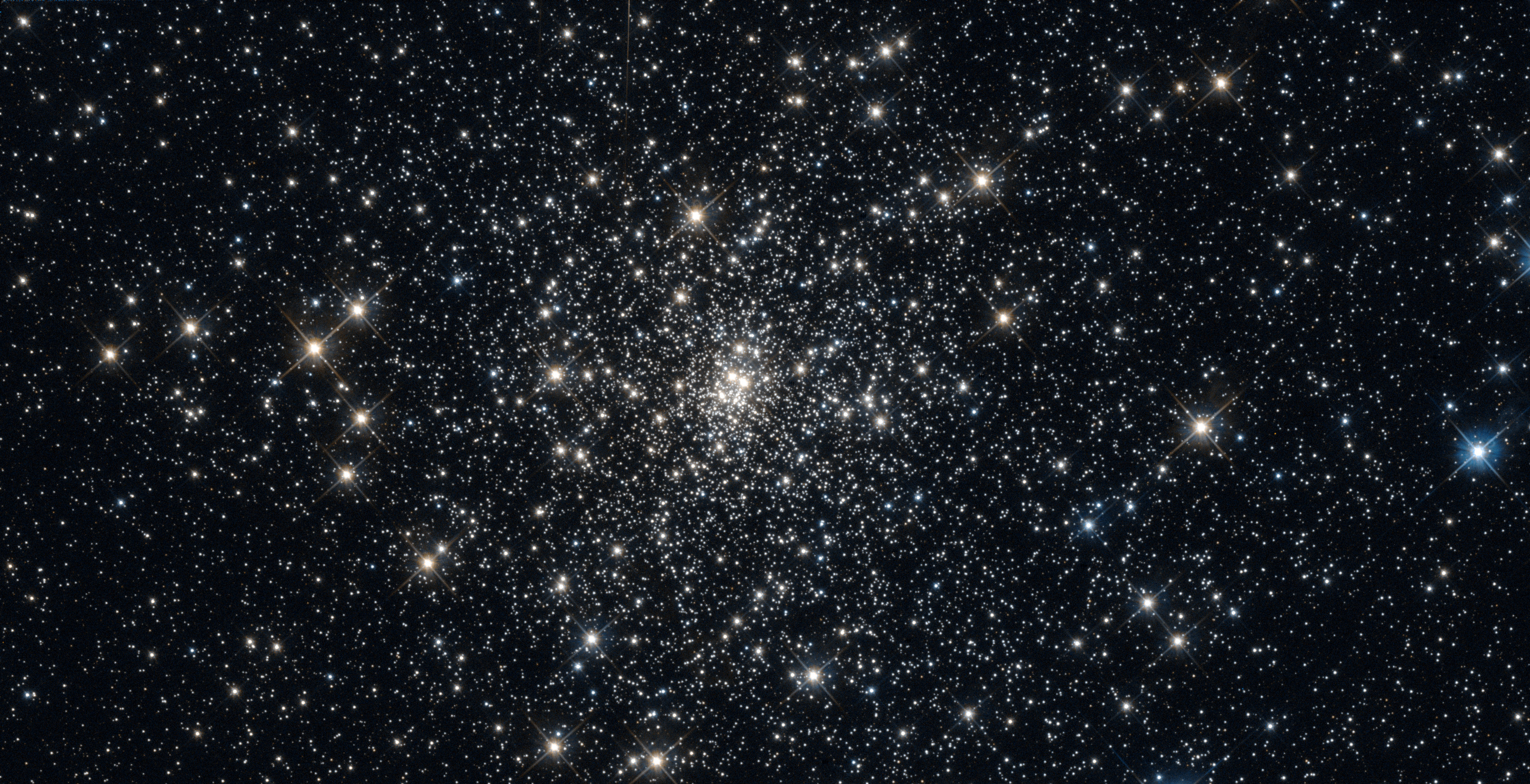
NGC 6256 par le télescope spatial Hubble.
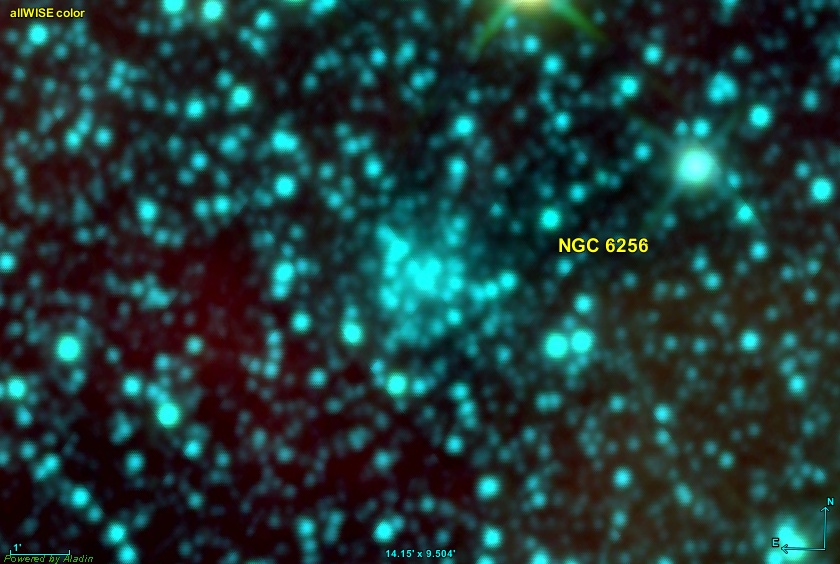
NGC 6256 infrarouge par le télescope spatial WISE.
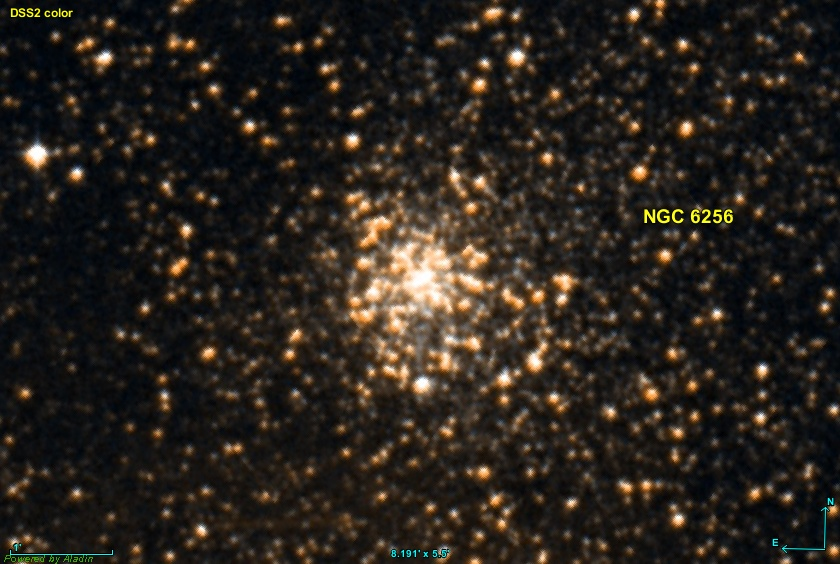
NGC 6256 par le relevé DSS.